# Godert van Colmjon

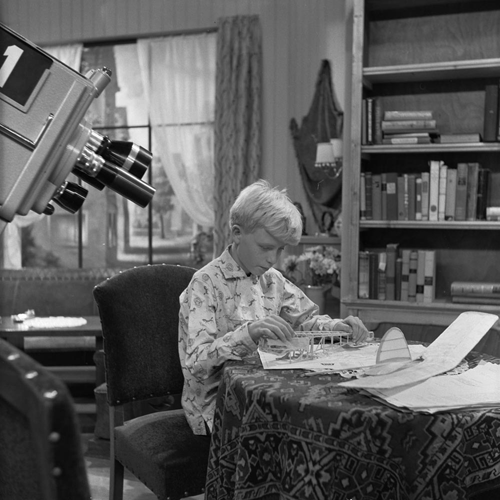
Godert van Colmjon in Opnieuw beginnen (1959)

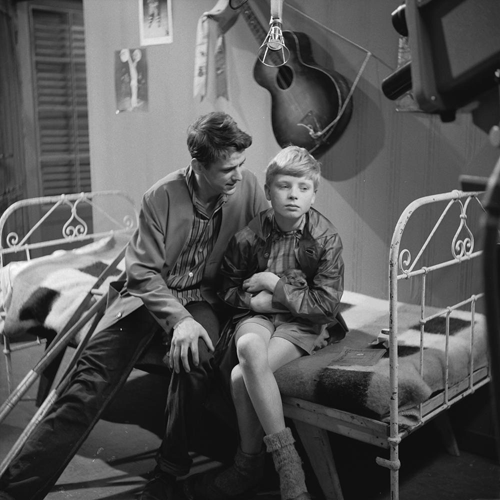
Godert van Colmjon met Manfred de Graaf in Het huis van mijn ouders (1959)

Godert van Colmjon (Amersfoort, 17 oktober 1943 – Heerlen, 11 januari 2009) was een Nederlands zanger en journalist.

## Leven en werk
Van Colmjon was een kind van NSB-ouders, wat grote invloed had op zijn wereldbeeld. Zijn ouders en grootvader werden na de bevrijding in Kamp Amersfoort geïnterneerd en hun Nederlanderschap werd hun ontnomen. Daarna had het gezin gebrek aan alles. Het succes van Godert en zijn broer Luc als het duo The Butterflies bracht in de jaren vijftig rehabilitatie en inkomsten.

### Zanger
Godert en Luc waren respectievelijk twaalf en zeventien jaar oud toen zij in 1956 hun debuut maakten. Later vormden zij het duo The Butterflies, dat bekendstond als de Nederlandse versie van de Everly Brothers. The Butterflies braken in augustus 1956 door met het nummer Dixieland, een cover van de Muskrat ramble van Louis Armstrong & his Hot Five.
Door zijn succes in The Butterflies kreeg de destijds vijftienjarige Van Colmjon enkele rolletjes in televisieseries aangeboden. Zo speelde hij in een tiental afleveringen van Pipo de Clown, in Het huis van mijn ouders, de rol van Odo in De pruikenmaker en de prins, in Opnieuw beginnen en in De schat van Laurens Coster (1960). Daarnaast nam hij in 1960 met acteur Jan Lemaire sr. de Zuiderzeeballade op, dat pas in 1962 een hit werd. Aanvankelijk zong Van Colmjon het met Sylvain Poons voor de radio, maar omdat zij bij verschillende platenmaatschappijen zaten, namen ze afzonderlijk van elkaar, met een andere partner, een eigen versie op. Het nummer had meer succes in de versie van Sylvain Poons en Oetze Verschoor.
In 1968 probeerde Van Colmjon nog een comeback te maken met de single Spring lives on the border, maar dit leverde geen succes op.

### Journalist
Vanaf 1982 werkte Van Colmjon als journalist bij de kunstredactie van de Amersfoortse Courant. Eerder was hij al werkzaam bij de VARA (radio). Hij ging zich steeds meer met de Tweede Wereldoorlog bezighouden, en kwam in 2005 in het nieuws door een in NRC Handelsblad verschenen interview met oud-verzetsman Gerrit Kleinveld. Deze verklaarde dat Jan Campert door medegevangenen was vermoord omdat hij verraad zou hebben gepleegd.

## Overlijden
In december 2007 werd bij Van Colmjon kanker vastgesteld. Enkele dagen later schreef hij in Trouw het artikel Op de hoogvlakte van het bestaan, waarin hij verbitterd terugkijkt op zijn leven: "Na mijn vervroegde uittreding ben ik met een plof op de afvalberg van de samenleving beland". Hij overleed op 65-jarige leeftijd in een palliatief centrum in Heerlen.

## Discografie
Selectie:
| Title                | datum           | Aantal maanden | Hoogste plaats |
| -------------------- | --------------- | -------------- | -------------- |
| Dixieland            | augustus 1956   | 3              | 4              |
| Willem, wordt wakker | juni 1958       | 7              | 7              |
| Van 1, 2, 3          | 28 januari 1961 | 16             | 4              |
| Brigitte Bardot      | november 1961   | 2              | 5              |